# Chalepides luridus
Chalepides luridus är en skalbaggsart som beskrevs av Hermann Burmeister 1847. Chalepides luridus ingår i släktet Chalepides och familjen Dynastidae. Inga underarter finns listade i Catalogue of Life.